# Natalie Pfau-Weller
Natalie Pfau-Weller (* 9. Oktober 1987 in Kirchheim unter Teck als Natalie Pfau) ist eine deutsche Politikerin (CDU). Seit 2021 ist sie Abgeordnete im Landtag von Baden-Württemberg.

## Leben
Pfau-Weller wuchs in Kirchheim unter Teck auf und machte dort 2007 ihr Abitur am Ludwig-Uhland-Gymnasium. Von 2007 bis 2013 studierte sie Politikwissenschaft, Germanistik und Spanisch an der Eberhard Karls Universität Tübingen. Von 2013 bis 2016 promovierte sie in Tübingen als Stipendiatin der Konrad-Adenauer-Stiftung in Politikwissenschaft zum Thema nachhaltige Stadtentwicklung und Europäische Union. Seit 2013 ist sie am Fraunhofer-Institut für Arbeitswirtschaft und Organisation in Stuttgart tätig.
Seit 2017 ist sie Mitglied des Kuratoriums der Musikschule Kirchheim unter Teck, seit 2019 Aufsichtsratsmitglied der Kreisbaugenossenschaft Kirchheim-Plochingen und seit 2021 Vizepräsidentin beim DRK Kreisverband Nürtingen-Kirchheim.

## Politik
Pfau-Weller trat 2007 in die CDU und die Junge Union ein. Von 2009 bis 2012 war sie Vorsitzende der JU Kirchheim. Seit 2014 ist sie Mitglied des Kirchheimer Gemeinderats und ist dort seit 2020 Vorsitzende der CDU-Fraktion. Außerdem ist sie stellvertretende Kreisvorsitzende im CDU-Kreisverband Esslingen, Beisitzerin der Frauen-Union im Kreis Esslingen, Beisitzerin im CDU-Gebietsverband Teck und Mitglied der Europa-Union.
Bei der Landtagswahl in Baden-Württemberg 2021 wurde Pfau-Weller über ein Zweitmandat im Wahlkreis Kirchheim in den Landtag gewählt.

## Privates
Pfau-Weller ist verheiratet, hat eine Tochter und wohnt in Kirchheim unter Teck.